# Antoine Bernheim
Pour les articles homonymes, voir Bernheim.
Antoine Bernheim, né le 4 septembre 1924 à Paris et mort le 5 juin 2012 en Suisse, est un dirigeant d'entreprise et banquier français.
Associé-gérant de la Banque Lazard pendant des décennies, il est célèbre pour avoir aidé Vincent Bolloré, Bernard Arnault, et Francois Pinault à construire leurs empires.
Personnalité haute en couleur, on l'a surnommé le banquier faiseur de roi ou encore, le parrain du capitalisme francais,,,. 

## Biographie

### Famille
Il est issu d'une grande famille juive de marchands de biens, de tradition financière et industrielle. Il est le fils de Léonce Bernheim et Renée-Marcelle Schwob d'Héricourt.
Son père, Léonce Bernheim, est un ingénieur de l'École centrale Paris et avocat. Grand ami de Léon Blum, Léonce Bernheim est un militant sioniste proche de Chaim Weizmann, l'un des fondateurs de l’État d’Israël. 
Sa mère, Renée-Marcelle Schwob d'Héricourt, est l’héritière d'une famille d’industriels du textile de Franche-Comté, les Schwob d'Héricourt.
Ses parents, Léonce Bernheim et Renée Bernheim  sont déportés le 17 décembre 1943 de Drancy à Auschwitz par le Convoi No. 63. Leur dernière adresse est à l'Hôtel Standard, 5 rue du Dr Mazet, à Grenoble.  
Marié à Francine Bernard (1927-2021), il est le père de deux enfants : 
- Pierre-Antoine Bernheim (1952-2011), historien des religions
- Martine Bernheim, épouse du prince Orsini.

### Parcours
Il a étudié au lycée Janson de Sailly, où il fréquente notamment Michel Bolloré.   
Après avoir obtenu un Doctorat en droit,  Antoine Bernheim commence sa carrière en 1951 chez Bourjois.  
L'entreprise appartient à la Famille Wertheimer, des lointains parents par alliance des Bernheim. 
En 1963, il est recruté au sein de la branche française de Lazard Frères & Co par son associé-gérant Antoine Meyer. 
Dans le milieu de la haute finance, marqué par une division historique entre l'establishment et les juifs, Lazard Frères & Co est considéré une des dernières grandes banques juives. 
Très rapidement, le talent et l'ingéniosité financière de Antoine Bernheim se révèlent.
Il invente des systèmes complexes de holding qui permettent à un « actionnaire de tête » de prendre le contrôle d'un empire avec une mise de fonds réduite. C'est ce système qui permettra à Vincent Bolloré de créer son groupe.     
Les deux hommes resteront pendant longtemps extrêmement proches.   
D’après Vincent Bolloré : «Antoine m'a créé et soutenu depuis le début, Sans lui, le groupe n'existerait pas ». 
Il aide aussi l'homme d'affaires Francois Pinault, qui deviendra une des plus grandes fortunes de France.
Dans les années 80 et 90, Antoine Bernheim contribue à la montée en puissance de Bernard Arnault en travaillant comme son banquier personnel. Il aide notamment Arnault à acheter Boussac avec une mise très réduite, puis à prendre le contrôle de LVMH, numéro un mondial du luxe.  Reconnaissant pour ses services, il est nommé vice-président de LVMH.  
Entre 1995 et 1999, puis de 2002 à 2010, il dirige l'assureur italien Generali. Joueur de bridge, l'un de ses plus célèbres partenaires fut Romain Zaleski, qui fut un temps la quatrième fortune de France. Il fit longtemps sponsoriser le bridge européen par Generali.
Le 24 avril 2010, les actionnaires de Generali décident de se séparer de lui au profit de Cesare Geronzi. Il est par ailleurs membre du club Le Siècle.  Il meurt le 5 juin 2012, en Suisse, à l'âge de 87 ans. Il est enterré aux côtés de son fils au cimetière de Passy à Paris (14e division).
Dans un communiqué, Bernard Arnault se dit attristé par son décès et lui rend hommage. Bernard Arnault loue sa prodigieuse force d'analyse, il déclare que pour lui Bernheim était un mentor, un sage, un ami.

## Fonctions
- 1967-1972 : président-directeur général de la Société française générale immobilière
- 1967-1999 : associé-gérant de Banque Lazard
- 1972-1997 : président-directeur général de la compagnie d'assurances La France
- 1973-2001 : président d'Euralux
- 1981-1991 : cofondateur et président-directeur général d'Euromarché
- 1992-1993 : vice-président du Printemps SA
- 1988-2003 : administrateur et vice-président de la banque italienne Mediobanca
- 1992- : vice-président du conseil d'administration de LVMH
- 1995-1999 et 2002-2010 : président du groupe d'assurances italien Generali
- 1998-2006 : vice-président d'Albatros investissement (devenu Bolloré Investissement)
- 2004- :  vice-président d'Alleanza Assicurazioni
- 2007- : vice-président de Bolloré
- 2007-2010 : vice-président du conseil de surveillance d'Intesa Spa (devenue Intesa Sanpaolo)

## Distinction
- Grand-croix de la Légion d'honneur le 13 juillet 2007[16]
- Commandeur de l'ordre des Arts et des Lettres (2006)[17]
- Chevalier grand-croix de l'ordre du Mérite de la République italienne‎
  - Grand officier en 1995[18]